# Шумановська сільська рада
Шума́новська сільська рада (рос. Шумановский сельский совет) — сільське поселення у складі Німецького національного району Алтайського краю Росії.
Адміністративний центр та єдиний населений пункт — село Шумановка.

## Населення
Населення — 1197 осіб (2019; 1288 в 2010, 1413 у 2002).